# William L. Crepet
Prof. Dr. William L. Crepet ( n. 1946) es un profesor, y paleobotánico estadounidense, que se desempeña académicamente en la Universidad Cornell. Obtuvo su doctorado, en 1973, por la universidad de Yale.

## Algunas publicaciones
- williams l. Crepet, d.w. Stevenson. 2010. The Bennettitales (Cycadeoidales): A Preliminary Perspective on This Arguably Enigmatic Group. En: C. T. Gee [ed.] Plants in Mesozoic Time: Morphological Innovations, Phylogeny, Ecosystems. 215-246. Indiana University Press, Bloomington

- ----------------------------, k.j. Niklas. 2009. Darwin`s second "abominable mystery": Why are there so many angiosperm species? Am. J. of Botany: Darwin Bicentenial 96 (1): 366-381

- m.a. Gandolfo, k.c. Nixon, william l. Crepet. 2002. «Triuridaceae fossil flowers from the Upper Cretaceous of New Jersey». Am. J. of Botany 89: 1940-1957

- ----------------------, ---------------, ----------------------------. 2000. «Monocotyledons: A review of their Early Cretaceous record». En: Wilson, K. L. y D. A. Morrison. Monocots: systematics and evolution. Collingwood, VIC, Australia: CSIRO. pp. 44-52

- p.s. Herendeen, william l. Crepet, d.l. Dilcher. 1992a. «The fossil history of the Leguminosae: phylogenetic and biogeographic implications». Pages 303 – 316 in Advances in Legume Systematics, part 4, the fossil record (P. S. Herendeen and D .L. Dilcher, eds). Royal Botanic Gardens, Kew, RU

- william l. Crepet, p.s. Herendeen. 1992b. «Papilionoid flowers from the early Eocene of southeastern North America». Pages 43–55 in Advances in Legume Systematics, part 4, the fossil record (P. S. Herendeen and D. L. Dilcher, eds.). Royal Botanic Gardens, Kew, UK

- ----------------------------. 1992c. Oldest fossil flowers of hamamelidaceous affinity, from the Late Cretaceous of New Jersey. 4 pp.

- ----------------------------, else marie Friis, kevin c. Nixon. 1991. Fossil evidence for the evolution of biotic pollination. 9 pp.

- ----------------------------, d.w. Taylor. 1986. «Primitive mimosoid flowers from the Paleocene-Eocene and their systematic and evolutionary implications». American J. Botany 73: 548-563

- ----------------------------, -----------------. 1985. «The diversification of the Leguminosae: first fossil evidence of the Mimosoideae and Papilionoideae». Science 288: 1087-1089

- ----------------------------, charles P. Daghlian. 1982. Euphorbioid inflorescences from the Middle Eocene claiborne formation. 9 pp.

- ----------------------------, ------------------------------. 1981. Lower eocene and paleocene Gentianaceae: floral and palynological evidence. 3 pp.

- ----------------------------, ------------------------------, m. Zavada. 1980. «Investigations of angiosperms from the Eocene of North America: a new Juglandaceous catkin»

- ----------------------------, d.l. Dilcher, f.w. Potter. 1976. «Investigations of angiosperms from the Eocene of North America: Juglandaceous winged fruits». 13 pp.

- ----------------------------. 1972. Investigations of North American Cycadeoids: pollination mechanisms in Cycadeoidea. 9 pp.

## Honores
- Consultor distinguido del New York Botanical Garden
- Premio al Mérito Sociedad Botánica de EE.UU
- Galardón Who's Who in America
- Beca Dudley L. Wadsworth, Yale University
- Beca Daniel Cady Eaton, Yale University
- Beca Joseph F. Cullman, Yale University
- Galardón Paleobotánico

Miembro de
- American Association of Stratigraphic Palynologists
- American Association for the Advancement of Science
- American Institute of Biological Sciences
- American Society of Plant Taxonomists
- Botanical Society of America
- Explorers Club
- International Organization of Paleobotany
- Paleobotanical Section of the Botanical Society of America
- Paleontological Research Institute
- Sigma Xi